# Ikaria (Regionalbezirk)
Der Regionalbezirk Ikaria (griechisch Περιφερειακή Ενότητα Ικαρίας Periferiakí Enótita Ikarías) ist einer von fünf Regionalbezirken der griechischen Region Nördliche Ägäis. Er wurde anlässlich der Verwaltungsreform 2010 aus vier Inselgemeinden der ehemaligen Präfektur Samos gebildet und entspricht dem Gebiet der Provinz Ikaria, die bis 1997 bestand. Proportional zu seinen 10.186 Einwohnern entsendet das Gebiet zwei Abgeordnete in den Regionalrat, hat aber keine weitere politische Bedeutung als Gebietskörperschaft. Es gliedert sich in die beiden Inseln und Gemeinden Fourni Korseon und Ikaria.